# Eana penziana
Eana penziana is een vlinder uit de familie bladrollers (Tortricidae). De wetenschappelijke naam is voor het eerst geldig gepubliceerd in 1791 door Thunberg.
De soort komt voor in Europa.